# سينكتام
سينكتام (بالنيبالية: सितम) هي مدينة في منطقة سيكيم الشرقية في ولاية سيكيم الهندية على بعد 30 كيلومترا (19 ميلا) من عاصمة سيكيم (غانتوك).
تقع سينكتام في 27.15 درجة شمالا 88.38 درجة شرقا. على ارتفاع 1396 قدم.